# Cantonul Montrouge
Cantonul Montrouge este un canton din arondismentul Antony, departamentul Hauts-de-Seine, regiunea Île-de-France, Franța.

## Comune
| Comune    | Populație (1999) | Cod poștal | Cod INSEE |
| --------- | ---------------- | ---------- | --------- |
| Malakoff  | 30.909           | 92.240     | 92 046    |
| Montrouge | 46.682           | 92.120     | 92 049    |